# Acrocercops delicata
Acrocercops delicata là một loài bướm đêm thuộc họ Gracillariidae. Nó được tìm thấy ở Indonesia (Java).
Ấu trùng ăn Nephelium lappaceum. Chúng ăn lá nơi chúng làm tổ.